# Pliszka siwa
Pliszka siwa (Motacilla alba) – gatunek małego ptaka z rodziny pliszkowatych (Motacillidae). Bardzo liczny, nie jest zagrożony.

## Występowanie
sezon lęgowy
     występuje przez cały rok
     zimowiska

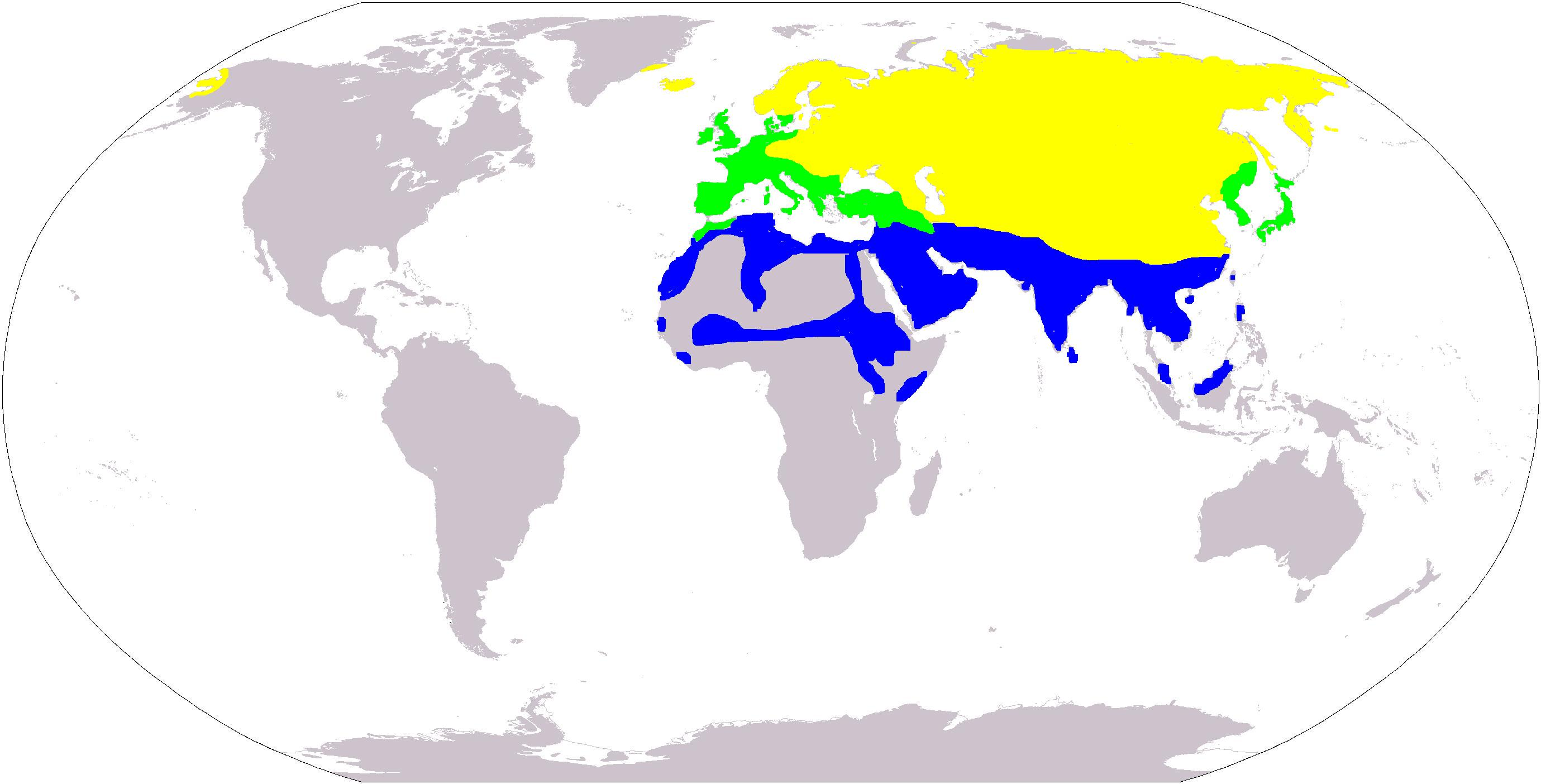
sezon lęgowy
występuje przez cały rok
zimowiska

Zamieszkuje Eurazję aż po Pacyfik na wschodzie, zachodnią Alaskę i Afrykę Północną. Jak się okazało, to najpospolitszy ptak Europy (choć 10 razy mniej liczny niż zięba) – żyjący od Nordkapp po Kretę, zachodnie wybrzeża Irlandii i Islandię, od Portugalii po Ural. W sezonie lęgowym nie zasiedla jedynie Korsyki, Balearów i Sardynii. Wędrowny na niewielkie dystanse, przeloty od marca i kwietnia oraz od sierpnia do września.
W Polsce liczny ptak lęgowy, dość równomiernie rozmieszczony. Spotkać ją można w całym kraju, a w górach występuje do najwyżej położonych schronisk turystycznych. Dzięki nim górna granica zasięgu sięga 1500 m n.p.m. Najliczniejsze populacje żyją na Mazurach i północnym Podlasiu. Największe zagęszczenie notowano w dolinach rzecznych, w mniejszych miejscowościach i na skrajach większych. Nie unika też centrów dużych miast. Z zimowisk znajdujących się w strefie Morza Śródziemnego i na terenach leżących bardziej na południe po Afrykę Równikową wraca w lutym, marcu. Niektóre osobniki zimują w Europie Środkowej w pobliżu wód. Według szacunków Monitoringu Pospolitych Ptaków Lęgowych, w latach 2013–2018 populacja pliszki siwej w Polsce liczyła 623–813 tysięcy par lęgowych.

## Systematyka
Międzynarodowy Komitet Ornitologiczny (IOC) wyróżnia dziewięć podgatunków M. alba:
- pliszka brytyjska (M. alba yarrellii) – Irlandia, Brytania i wybrzeża zachodniej Europy.
- pliszka siwa (M. alba alba) – południowo-wschodnia Grenlandia, Islandia i Wyspy Owcze przez kontynentalną Europę do Uralu, Kaukazu i Azji Środkowej, ponadto Bliski Wschód. Obejmuje populację wyróżnianą niekiedy jako podgatunek M. alba dukhunensis, występującą od środkowej Rosji (od Uralu na wschód po półwysep Tajmyr) na południe po Kaukaz, północno-zachodni Iran, stepy Kirgizji i podnóże gór Ałtaj[9].
- pliszka marokańska (M. alba subpersonata) – zachodnie Maroko.
- pliszka maskowa (M. alba personata)	– północny Iran do południowo-zachodniej Syberii, zachodniej Mongolii, północno-zachodnich Chin i zachodnich Himalajów.
- pliszka białolica (M. alba baicalensis) – południowo-środkowa Syberia do północno-wschodnich Chin.
- pliszka północna (M. alba ocularis) – północna Syberia do północno-zachodniej Alaski.
- pliszka czarnogrzbieta (M. alba lugens) – wybrzeża południowo-wschodniej Syberii oraz pobliskie wyspy, północna Korea oraz północna i środkowa Japonia.
- pliszka białogardła (M. alba leucopsis) – południowo-wschodnia Syberia w głębi lądu, środkowe i wschodnie Chiny, południowa Korea i południowo-zachodnia Japonia.
- pliszka czarnoucha (M. alba alboides) – środkowe i wschodnie Himalaje do południowych Chin, północnych Indochin i północnej Mjanmy.

Niektórzy autorzy populację z północno-środkowego i zachodniego Iranu zaliczają do podgatunku M. alba persica. Dawniej za podgatunki pliszki siwej uznawano także: pliszkę żałobną (M. maderaspatensis), pliszkę dużą (M. grandis) i pliszkę srokatą (M. aguimp).

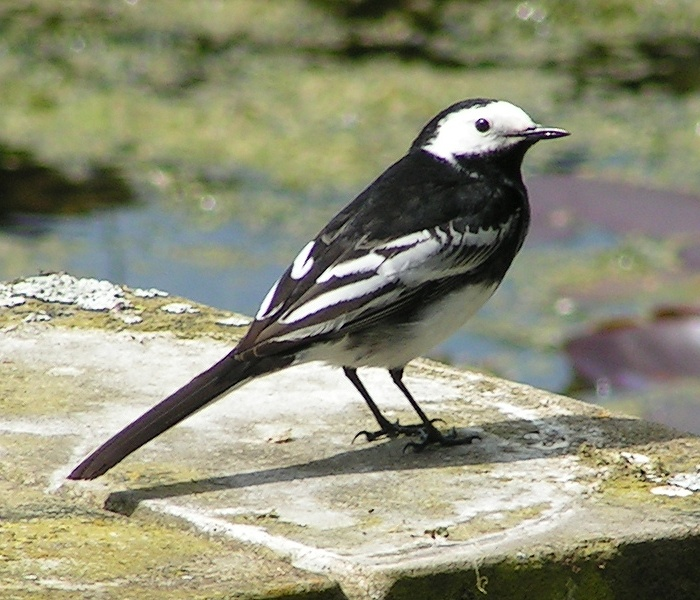
Pliszka brytyjska (M. a. yarrellii)
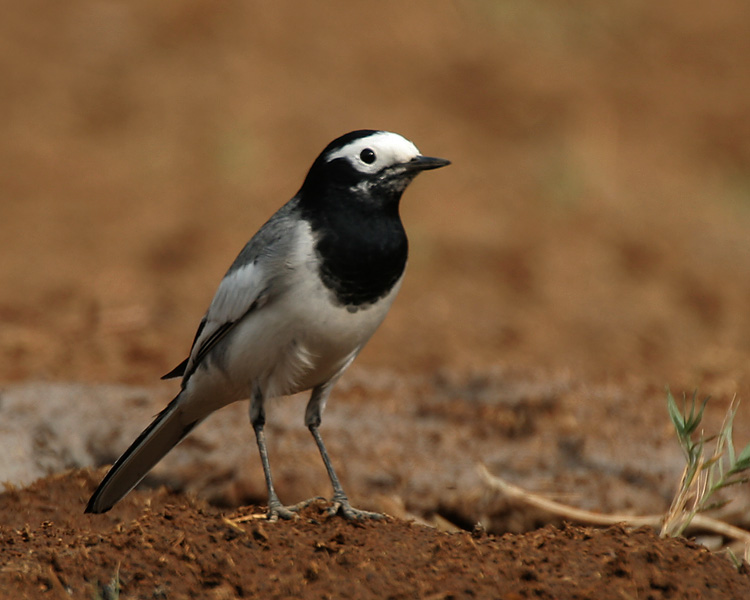
Pliszka maskowa (M. a. personata)
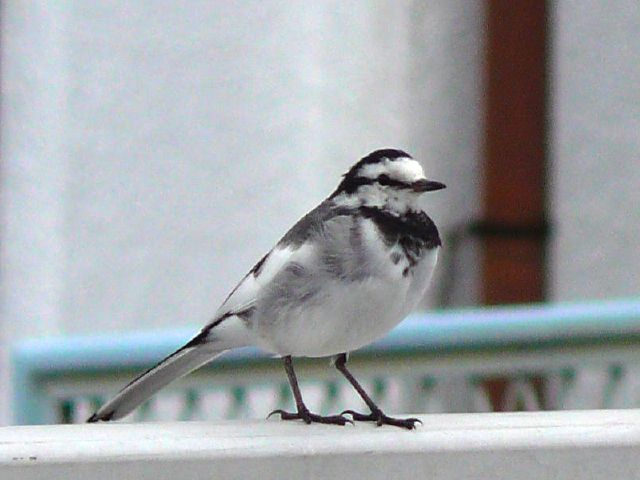
Pliszka czarnogrzbieta (M. a. lugens)
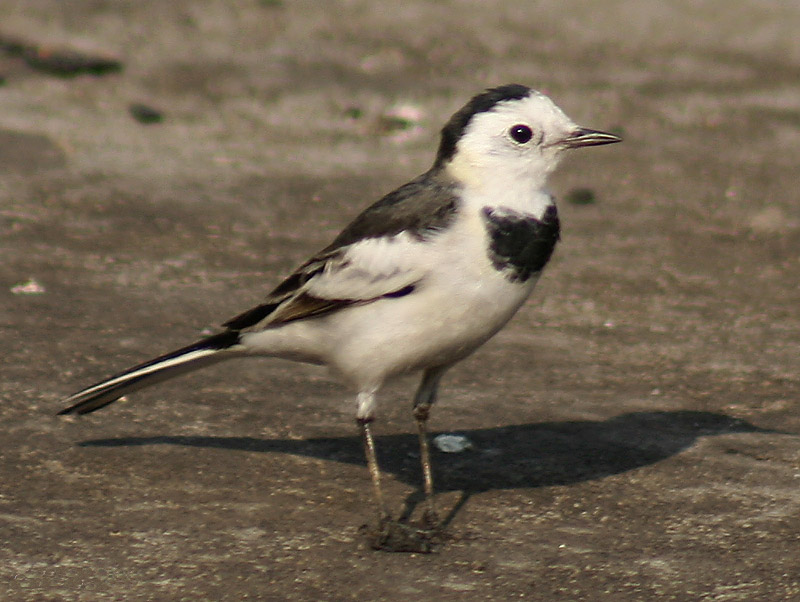
Pliszka białogardła (M. a. leucopsis)

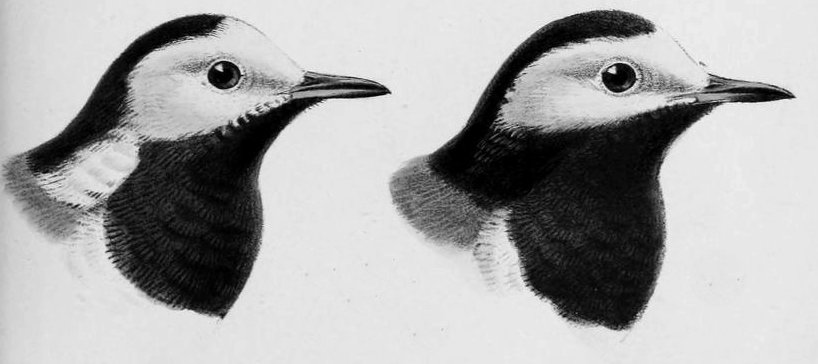
Podgatunek M. a. persica jest formą pośrednią między M. a. dukhunensis a M. a. personata

## Charakterystyka

### Cechy gatunku
Pospolity i powszechnie znany ptak o kontrastowym czarno-biało-szarym upierzeniu i o wysmukłej budowie. W upierzeniu godowym samca podgatunku M. alba alba siwy grzbiet i skrzydła (od spodu są białe z szarobiałymi brzegami). Czarny wierzch głowy i kark, który nie łączy się z czarnym podgardlem i górną częścią piersi. Czoło, policzki, boki szyi, podogonie i spód ciała czysto białe. Skrzydła czarniawe, biało kreskowane. Ogon długi, czarny wewnątrz z białymi brzegami (czarne brzegi od spodu). Dziób cienki, zaostrzony. Upierzenie godowe samicy podobne do samca, ale mniej wyraziste. Po letnim pierzeniu upierzenie spoczynkowe obu płci wygląda na przybrudzone, podgardle, podbródek i wierzch głowy jaśnieją, jedynie górna część piersi pozostaje czarna. Młode podobne do samicy w szacie spoczynkowej, przeważnie są szarobrązowe z ciemniejszą plamą na podgardlu. Obie płci są podobnej wielkości.
Wielkością dorównuje wróblowi, choć w porównaniu z nim ma znacznie smuklejszą, wydłużoną sylwetkę i dłuższy ogon.

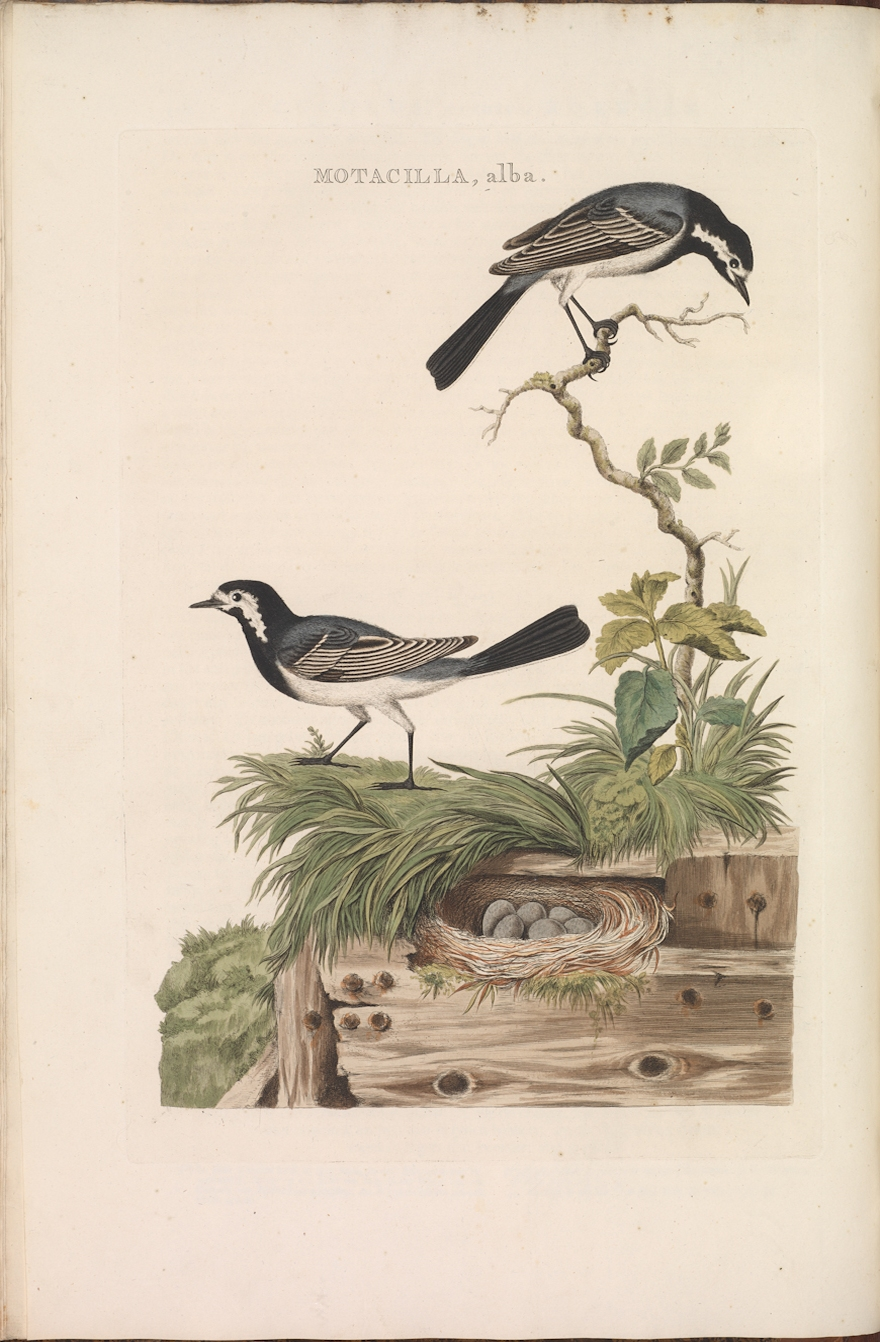
Pliszka siwa – ilustracja z Nederlandsche Vogelen (Ptaki Holandii), Vol. 2 (1789)

### Zachowanie
Bardzo charakterystyczne zachowanie – biega po ziemi w poszukiwaniu owadów, często na drogach, nieustannie przy spacerowaniu lub staniu kiwając ogonem w dół i w górę. Lata specyficznym, falowym lotem. Kilka uderzeń skrzydeł podnosi ptaka w górę, po czym po złożeniu skrzydeł dochodzi do ześlizgiwania się z linii lotu w dół. W trakcie migracji najczęściej spotykana nad różnymi typami wód. Największe koncentracje pliszek siwych mają miejsce na noclegowiskach. Tworzy przeważnie niewielkie stadka. Zachowania terytorialne wykazują nawet po zakończeniu okresu lęgowego. Z zajętego obecnie terenu przeganiają innych przedstawicieli swojego gatunku. Ma to miejsce również w czasie przelotów. Są mało płochliwe i chętnie przebywają w towarzystwie człowieka, choć zachowują ostrożność. Zwykle przesiaduje na ziemi, nie boi się przebywać na zupełnie odsłoniętych miejscach. Siada często na wyżej położonych obiektach, jak płoty, druty, budynki lub słupki. Migruje pojedynczo lub w małych grupach.

### Głos
Wydaje dźwięk „tsillip tsillip”. Samce śpiewają z podwyższenia, w trakcie lotu, biegania po ziemi lub w trakcie odpoczynku.

### Wymiary średnie
długość ciała16–19 cm
rozpiętość skrzydeł25–30 cm

### Masa ciała
17–25 g

## Biotop
Okolice zabudowań ludzkich, ich obrzeża, brzegi zbiorników wodnych i płynących cieków, żwirowe skraje rzek i leżące wokół nich tereny ruderalne, rozległe place i ugory, pastwiska, pola, suche łąki, plaże, kamieniołomy i w gospodarstwach rolnych leżące na uboczu. Często widuje się ją wzdłuż szlaków komunikacyjnych takich jak drogi tory kolejowe, na terenach otwartych i półotwartych, podwórkach. Może więc oddalać się bardziej od wody. Spotkać ją można zarówno na nizinach, jak i wysoko w górach.

## Okres lęgowy

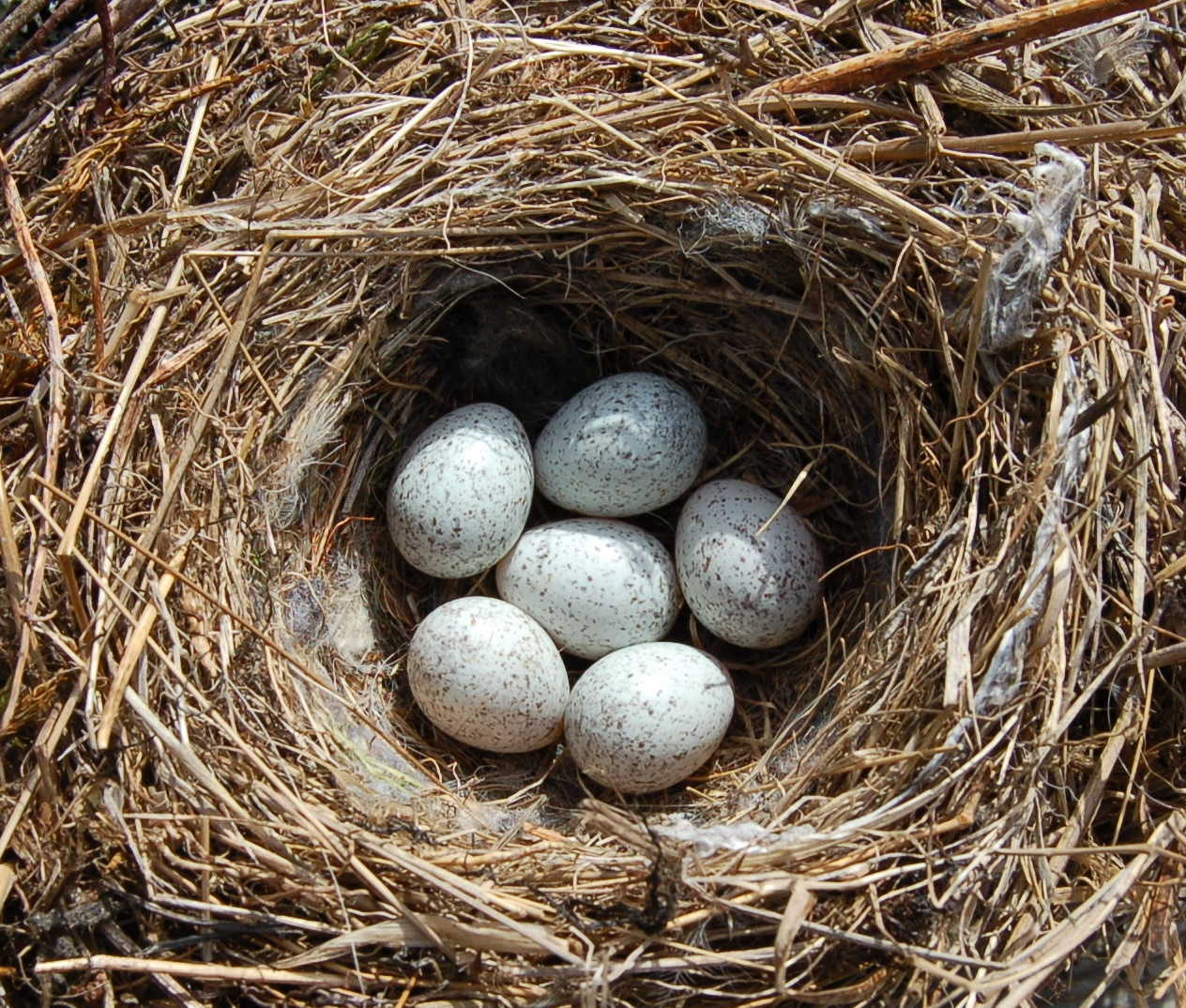
Gniazdo pliszki siwej
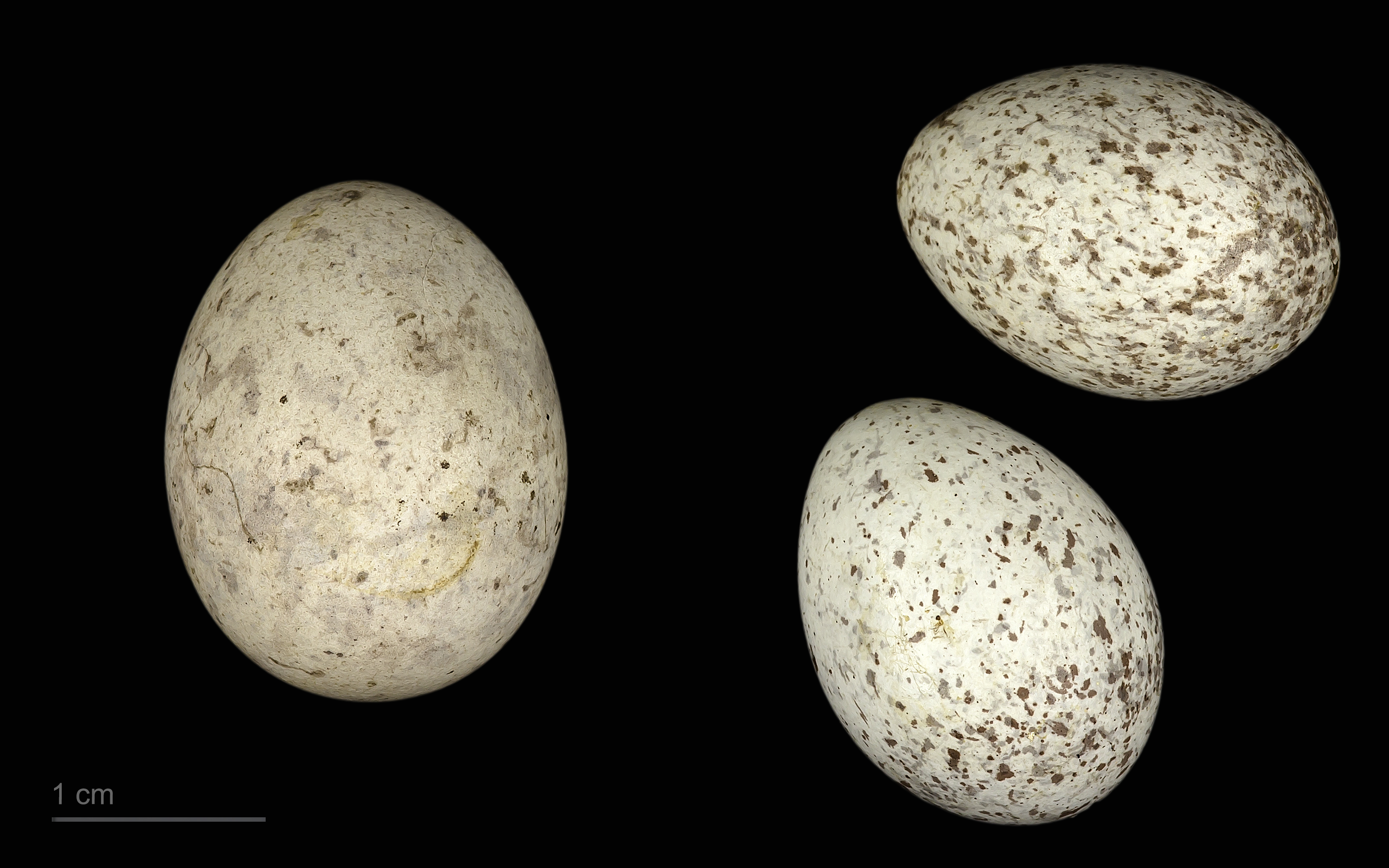
Jajo kukułki i jaja pliszki siwej
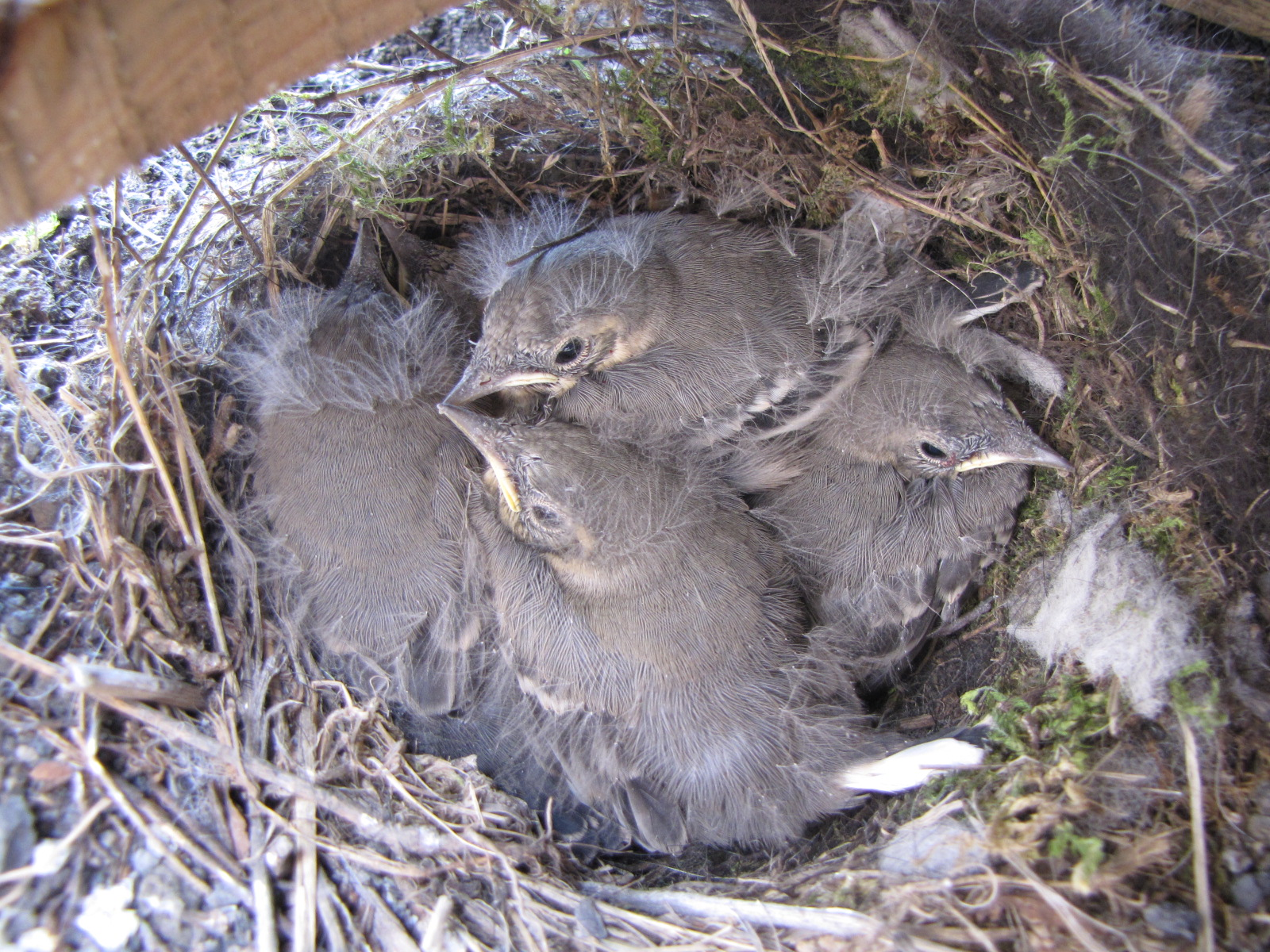
Gniazdo pliszki siwej z młodymi
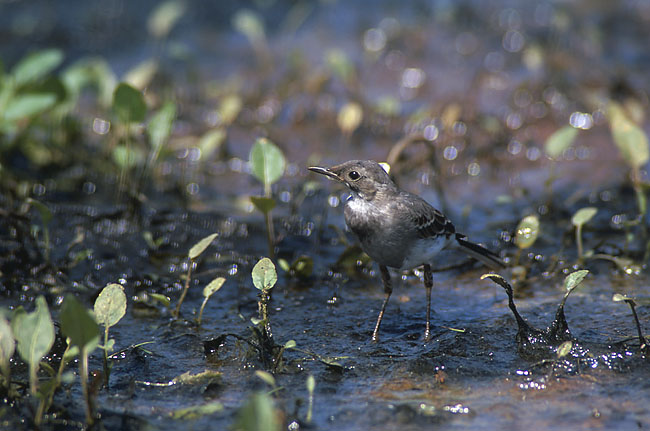
Młody w szacie juwenalnej

### Toki
Zaraz po przylocie z zimowisk od marca do maja pliszki zajmują swoje terytoria lęgowe i energicznie ich bronią. Tworzone pary są monogamiczne.

### Gniazdo
Pod strzechą, w załomku, pęknięciach murów lub budynków, na belce pod mostem, w stercie chrustu, pod korzeniami drzewa, między skałami, w półotwartych dziuplach drzew, skarpach, półjaskiniach, pniach drzew, pod mostami, w norach nad wodą, w pryzmach kamieni lub w innych nietypowych miejscach, np. w starym garnku. Czasem lokują gniazdo po prostu na ziemi. Korzysta także z półotwartych skrzynek lęgowych. Konstrukcję w postaci czarki budują oboje partnerzy z łodyg, liści, korzeni, traw i kawałków mchu. Wnętrze wyściełają sierścią, końskim włosiem i piórami.

### Jaja
Różnobiegunowe, mało wydłużone o zmiennym ubarwieniu, składane od kwietnia do połowy maja. W zniesieniu 4–6 białawych, bladoróżowych lub szarawych jaj o średnich wymiarach 20×15 mm z plamkami od ciemnoszarej barwy do brązowej. Często wysiaduje jajo kukułki, której jest jednym z ulubionych gospodarzy lęgowych. Wyprowadza dwa–trzy lęgi rocznie od kwietnia do sierpnia.

### Wysiadywanie i pisklęta
Wysiaduje tylko samica przez okres 12–14 dni. Pisklęta opuszczają gniazdo po 14–15 dniach. Do tego czasu oboje rodzice je karmią. Pisklęta, rzekome gniazdowniki, mają pomarańczowe wnętrze paszcz z żółto zabarwionymi brzegami. Po wykluciu są pokryte biało-popielatym puchem. We wrześniu ptaki zaczynają gromadzić się w małe stada, które nocują najczęściej w trzcinach w towarzystwie jaskółek, szpaków i innych pliszek. Jesienne migracje trwają od sierpnia do września.

## Pożywienie
Drobne owady, jak komary, muchy, chrząszcze, małe motyle, chwytane na ziemi lub w locie.
Znajduje je na brzegach wód, polach i łąkach. Często zdarza jej się biegać za pługiem i zbierać larwy i pędraki. Gdy pliszka żeruje na pewnym odcinku linii brzegowej zbiornika, strzeże go tak mocno, jak w trakcie lęgów. Długość żerowiska zależy od zasobności pokarmu. Również w trakcie polowania kiwa ogonem.

## Status i ochrona
Międzynarodowa Unia Ochrony Przyrody (IUCN) uznaje pliszkę siwą za gatunek najmniejszej troski (LC – Least Concern). Liczebność światowej populacji, obliczona w oparciu o szacunki organizacji BirdLife International dla Europy z 2015 roku, mieści się w przedziale 135–221 milionów dorosłych osobników. BirdLife International uznaje trend liczebności, zarówno globalny jak i populacji europejskiej, za stabilny.
Na terenie Polski gatunek ten jest objęty ścisłą ochroną gatunkową. Na Czerwonej liście ptaków Polski pliszka siwa została sklasyfikowana jako gatunek najmniejszej troski (LC).